# Dez cidades-reino de Chipre
As  dez cidades-reino de Chipre eram estados gregos, fenícios e eteocipriotas situados em Chipre e listados numa antiga inscrição (sobre um prisma) atribuída ao rei assírio Assaradão datando de 673-672 a.C. Essas cidades, com seus reis, eram:
1. Pafos, rei Ituander, Πάφος (Grega)
2. Salamina (Chipre) (Silna), rei Kisu, Σαλαμίς (Grega)
3. Solos (Silli), rei Erisu, Σόλοι (Grega)
4. Cúrio, rei Damasu, Κούριον (Grega)
5. Quitros, rei Pitágoras, Χῦτροι (Grega)
6. Amato (Kartihadasti), rei Damusi, Ἀμαθούς (Greco-Eteocipriota)
7. Idálio, rei Ekishtura, Ἰδάλιον (Grega)
8. Ledra, rei Unasagusu, Λῆδραι (Grega)
9. Tamasso, rei Atmesu, Ταμασσός (Grega)
10. Mário (Nuria), rei Bususu, Μάριον (Grega)

Outras cidades de Chipre foram:[carece de fontes?]
1. Cirênia, Κυρηνεία (Grega)
2. Lápito, Λάπηθος (Grega, Greco-Fenícia por um curto tempo)
3. Lárnaca (Cítio), Κίτιον (Greco-Fenícia)